# Weekly Comic Bunch
Weekly Comic Bunch (週刊コミックバンチ?, Shǔkan Komikku Banchi) è una rivista giapponese di manga seinen pubblicata da Coamix, un gruppo facente parte di Shinchosha. I tankōbon delle serie pubblicate hanno l'etichetta Bunch Comics.
Fondata nel maggio 2001 da uno degli editori della rivista Shonen Jump di Shūeisha, vede la sua data di uscita al giovedì. Dal 2002 esce il venerdì. L'importanza della rivista si ritrova nei mangaka che pubblicano le loro opere nel Comic Bunch: uno dei più importanti è Tsukasa Hōjō, che pubblica il suo Angel Heart sin dall'inizio della serializzazione.

## Manga pubblicati
- Akihabara@Deep
- Amnesiac Kid'z
- Angel Heart (sequel di City Hunter)
- Brave Story
- Hiru
- Fist of the Blue Sky (prequel di Fist of the North Star)